# Arzu (Xaçmaz)
Arzu è un comune dell'Azerbaigian situato nel distretto di Xaçmaz. Conta una popolazione di 1 249 abitanti.